# Loranthus
Loranthus es un género de plantas parásitas que crecen en las ramas de los árboles maderables. Contiene 1341 especies y se encuadra en la familia Loranthaceae, de la es el género tipo. Se distribuyen por el mundo, principalmente en  Kerala en  India, donde son una amenaza sobre el árbol mango  (Mangifera indica).

## Características

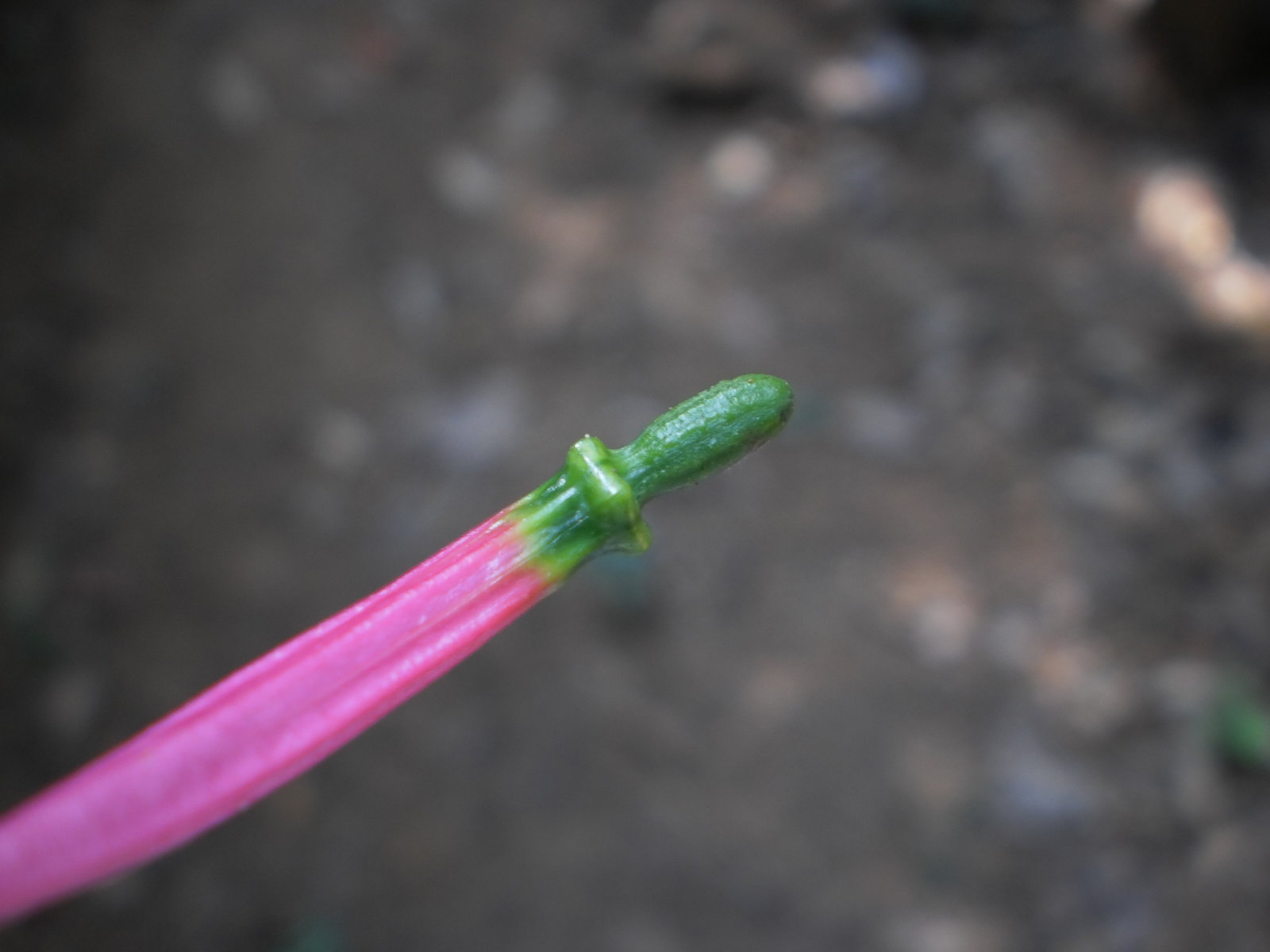
Flor

Crecen sobre las ramas medias o viejas de los árboles. Una vez establecidas, toman rápidamente el nutriente y la luz solar, cubriendo las ramas del árbol que la hospeda, convirtiéndola en débil e inactiva. Las flores de Loranthus son de color rosa. LLegando a ser una amenaza al cubrir por un período los árboles al privarles de la luz solar necesaria para la fotosíntesis.

## Especies seleccionadas
- Loranthus acaciae
- Loranthus acacietorum
- Loranthus acacioides
- Loranthus acinarius
- Loranthus acuminatissimus
- Loranthus acuminatus
- Loranthus acutifolius
- Loranthus acutus

## Usos
Ciertas especies, por ejemplo Loranthus micranthus que parasita entre otros a Myoporum laetum, Persea americana, Baphia nitida, Kola acuminata, Pentaclethra macrophylla, y Azadirachta indica, tienen aplicaciones medicinales como anti-diabético, antibacterial, antihipertensivo, hipolipidemico, antioxidante, antidiareal y estimulación inmunológica